# Geastrum setiferum
Geastrum setiferum är en svampart som beskrevs av Baseia 2002. Geastrum setiferum ingår i släktet jordstjärnor och familjen jordstjärnor.   Inga underarter finns listade i Catalogue of Life.